# Испански тромпет
Испански тромпет е названието на езичков органов регистър, изключително характерен за органите на територията на Испания.
Монтиран е хоризонтално или под много голям ъгъл върху „фасадата“ на органа. Въздушното налягане, което се изисква за просвирването, не е по-голяма от това на останалите, но поради това че тръбите са насочен директно срещу пространството в църквата/залата, испанските тромпети произвежда по-мощен звук от останалите регистри. Тембърът е много сходен по звучене с този на тромпета.
Такъв регистър се появява за пръв път в Испания. Оригиналното му название на испански е „trompetta real“ (в превод на български: кралски тромпет). Тъй като испанските тромпети се поставят и на някои органи извън територията на Испания, често те фигурират под името „en chamade“, популяризирано от френския строител на органи Астрид Кавайе-Кол.
Освен че се използва при изпълнение на испански компоцизии, този регистър се използва и за изпълнение на ренесансова музика, а така също и музика, писана след втората половина на 19 век. Поради силата на звука му, испанският тромпет се използва най-често сам или за солиращи гласове, а в музиката от късния романтизъм – и в пленото.